# Parallelia laurentensis
Parallelia laurentensis là một loài bướm đêm trong họ Erebidae.